# 渔阳地区
渔阳地区是中华人民共和国北京市平谷区下辖的一个地区办事处，同时保留平谷镇名称，其行政事务机构实行“一套人马，两块牌子”的体制，地区办事处与镇政府合署办公。

## 行政区划
渔阳地区下辖13个村委会：下纸寨、太平街、平安街、东寺渠、西寺渠、东鹿角、西鹿角、北台头、园田队、和平街、岳各庄、赵各庄、胜利街。